# Phreatodytes latiusculus
Phreatodytes latiusculus là một loài bọ cánh cứng trong họ Noteridae. Loài này được Uéno miêu tả khoa học đầu tiên năm 1996.